# Kwietnik (owady)

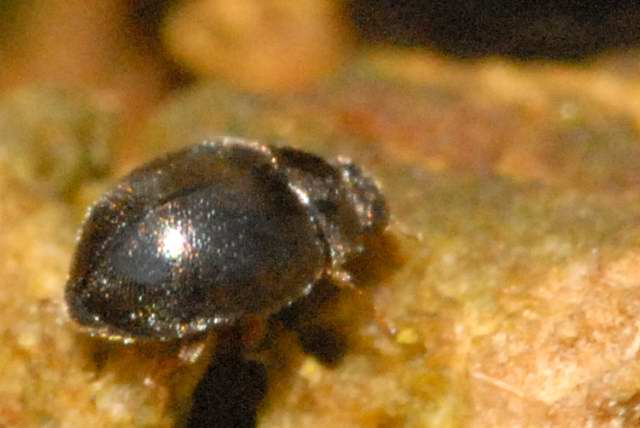
Stilbus atomarius

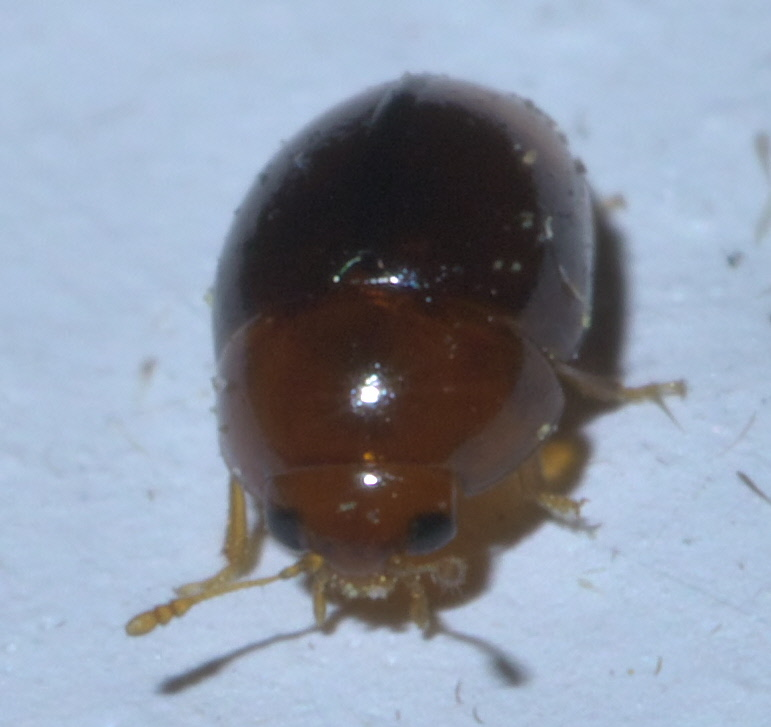
Stilbus apicalis

Kwietnik (Stilbus) – rodzaj chrząszczy z rodziny pleszakowatych.

## Morfologia
Chrząszcze o ciele długości od 1,6 do 3,5 mm, w zarysie owalnym, z wierzchu wypukłym. Ubarwienie mają brązowe lub brązowo-czarne, zwykle przynajmniej o rozjaśnionych wierzchołkach pokryw. U gatunków o ciele całkiem czarnym żółta do brązowej barwa występuje na odnóżach i czułkach. Czułki mają buławki zbudowane ze ściśle zestawionych członów, z których ostatni pozbawiony jest przewężenia przed wierzchołkiem. Głaszczki szczękowe cechują się spłaszczonym, jednostronnie rozszerzonym członem ostatnim, szerszym od przedostatniego. Niewielkich rozmiarów tarczka zbliżona jest długością do szerokości oka. Na powierzchni pokryw obecna jest mikrorzeźba w formie falistych linii, nieregularnego siateczkowania lub też regularnej, wielokątnej siatki. Rządek przyszwowy jest pojedynczy. Przedpiersie ma od 4 do 8 sterczących szczecinek na tylnej krawędzi wyrostka międzybiodrowego. Zapiersie ma linie biodrowe tworzące zwykle kąt ostry. Przednia para goleni ma dwa kolce na zewnętrznej krawędzi. Odwłok samicy ma pokładełko niewysuwające się na zewnątrz.

## Ekologia i występowanie
Zarówno larwy, jak i postacie dorosłe bytują na kwiatostanach roślin z rodziny selerowatych
Takson kosmopolityczny, w Europie reprezentowany przez cztery gatunki, z których wszystkie stwierdzono również w Polsce (zobacz: pleszakowate Polski).

## Taksonomia
Rodzaj ten wprowadzony został w 1872 roku przez Georga K.M Seidlitza. Obejmuje co najmniej 77 opisanych gatunków:
- Stilbus abbreviatus Casey, 1916
- Stilbus aequalis (Sharp, 1888)
- Stilbus ambagiosus Lyubarsky, 2003
- Stilbus angulatus Champion, 1925
- Stilbus angulicaput (Scott, 1922)
- Stilbus angustus Casey, 1916
- Stilbus apertus Casey, 1916
- Stilbus apicalis (Melsh.)
- Stilbus apicialis (Melsheimer, 1844)
- Stilbus aquatilis (LeConte, 1856)
- Stilbus atomarius (Linnaeus, 1767)
- Stilbus attenuatus Casey, 1890
- Stilbus avunculus Flach, 1889
- Stilbus belfragei Casey, 1916
- Stilbus bipustulatus Champion, 1925
- Stilbus borealis (Guillebeau, 1894)
- Stilbus brevisternus (Guillebeau, 1893)
- Stilbus cinctus Fauvel, 1903
- Stilbus compactus Lyubarsky, 2003
- Stilbus convergens Casey, 1890
- Stilbus coxalis Svec, 1992
- Stilbus curvolineatus Champion, 1924
- Stilbus daublebskyorum Svec, 2003
- Stilbus dollmani Champion, 1925
- Stilbus ferrugineus Svec, 1992
- Stilbus fidelis Casey, 1916
- Stilbus finitimus Casey, 1916
- Stilbus floridanus Casey, 1890
- Stilbus galvestonicus Casey, 1916
- Stilbus gossypii (Brèthes, 1912)
- Stilbus gracilis (Sharp, 1888)
- Stilbus guillebeaui Hetschko, 1928
- Stilbus japonicus Svec, 1992
- Stilbus koltzei Reitter, 1887
- Stilbus libidinosus Lyubarsky, 2003
- Stilbus limbatus Casey, 1916
- Stilbus ludibundus Casey, 1916
- Stilbus ludovicianus Casey, 1916
- Stilbus merkli Svec, 1992
- Stilbus misellus (Guillebeau, 1894)
- Stilbus modestus Casey, 1890
- Stilbus mollis (Sharp, 1888)
- Stilbus nanulus Casey, 1890
- Stilbus nitidus (Melsheimer, 1844)
- Stilbus notabilis (Fall, 1901)
- Stilbus oblongus (Erichson, 1845)
- Stilbus obscurus Casey, 1890
- Stilbus obtusus (LeConte, 1856)
- Stilbus ochraceus Casey, 1916
- Stilbus olearis Lyubarsky, 2003
- Stilbus orbicularis Lyubarsky, 2003
- Stilbus pallidus Casey, 1890
- Stilbus pannonicus Franz, 1968
- Stilbus placidus (Sharp, 1888)
- Stilbus probatus Casey, 1916
- Stilbus prudens Casey, 1916
- Stilbus pubicoxis (Guillebeau, 1893)
- Stilbus pusillus (LeConte, 1856)
- Stilbus quadrisetosus Casey, 1916
- Stilbus semirufus Guillebeau, 1894
- Stilbus seriatus (Guillebeau, 1894)
- Stilbus sharpi (Guillebeau, 1892)
- Stilbus shastanicus Casey, 1916
- Stilbus simplex Lyubarsky, 1998
- Stilbus sphaericulus Casey, 1916
- Stilbus sternosetosus (Lyubarsky, 1998)
- Stilbus subalutaceus Casey, 1890
- Stilbus sublineatus (Guillebeau, 1894)
- Stilbus substriatus (Guillebeau, 1894)
- Stilbus testaceus (Panzer, 1797)
- Stilbus thoracicus Casey, 1916
- Stilbus trisetosus Casey, 1916
- Stilbus truncatus Svec, 1992
- Stilbus univestis (Guillebeau, 1894)
- Stilbus viduus Casey, 1890
- Stilbus zotti Svec, 2003